# Rhynchoribates edentatus
Rhynchoribates edentatus är en kvalsterart som beskrevs av Balogh och Sandór Mahunka 1969. Rhynchoribates edentatus ingår i släktet Rhynchoribates och familjen Rhynchoribatidae. Inga underarter finns listade i Catalogue of Life.